# Carl Snoeck
Carl Snoeck, auch Karl (* 30. September 1885 in Amsterdam; † 27. März 1946 in München) war ein niederländischer Violinist, Konzertmeister und Dirigent jüdischer Herkunft.

## Leben
Snoeck war langjähriger Violinist und Konzertmeister der Münchner Philharmoniker. Etliche Male trat er auch als Solist – wie im Januar 1930 bei der Aufführung von Siegfried Wagners Märchencollage An allem ist Hütchen Schuld! unter dem Dirigat von Karl Böhm – oder als Dirigent auf.
Er selbst und sein Erster Geiger Josef Lengsfeld waren die beiden einzigen Juden im Orchester und wurden deshalb im April 1938 „aus rassischen Gründen“ entlassen. Schon im März 1934 war er gemeinsam mit Lengsfeld aus dem Bad Kissinger Kurorchester entlassen worden, das damals aus Musikern der Münchner Philharmoniker bestand. In Bad Kissingen hatte er seit 1919 in den Sommermonaten als Konzertmeister gearbeitet.
Nach seiner Entlassung im April 1938 musste Snoeck als Lagerhäftling Schwerstarbeit im Straßenbau leisten. Gleich nach dem Zweiten Weltkrieg kehrte Snoeck auf die Münchener Konzertbühne zurück und trat auch noch zweimal als Solist in Bad Kissingen auf.